# Società Sportiva Torres Fo.S. 2000-2001
Questa voce raccoglie le informazioni riguardanti la Società Sportiva Torres Fo.S. nelle competizioni ufficiali della stagione 2000-2001.

## Organigramma societario
Area amministrativa
- Presidente: Leonardo Marras

Area tecnica
- Allenatore: Salvatore "Tore" Arca

## Rosa
| N. |                   | Ruolo | Calciatrice       |
| -- | ----------------- | ----- | ----------------- |
|    | Italia (bandiera) | P     | Elisa Forlucci    |
|    | Italia (bandiera) | P     | Simona Spissu     |
|    | Italia (bandiera) | D     | Damiana Deiana    |
|    | Italia (bandiera) | D     | Eleonora Carrus   |
|    | Italia (bandiera) | D     | Maria Grazia Ruiu |
|    | Italia (bandiera) | D     | Gioia Masia       |
|    | Italia (bandiera) | D     | Valeria Glino     |
|    | Italia (bandiera) | D     | Nadia Grassi      |
|    | Italia (bandiera) | D     | Simona Spissu     |
|    | Italia (bandiera) | D     | Paola Zonza       |
|    | Italia (bandiera) | C     | Manuela Carboni   |

| N. |                   | Ruolo | Calciatrice        |
| -- | ----------------- | ----- | ------------------ |
|    | Italia (bandiera) | C     | Antonella Carta    |
|    | Italia (bandiera) | C     | Pamela Conti       |
|    | Italia (bandiera) | C     | Francesca Di Marco |
|    | Italia (bandiera) | C     | Francesca Meloni   |
|    | Italia (bandiera) | C     | Monica Placchi     |
|    | Italia (bandiera) | C     | Erika Salaris      |
|    | Italia (bandiera) | C     | Daniela Tavalazzi  |
|    | Italia (bandiera) | A     | Rita Guarino       |
|    | Spagna (bandiera) | A     | Ángeles Parejo     |
|    | Italia (bandiera) | A     | Tamara Pintus      |
|    | Italia (bandiera) | A     | Paola Zonza        |

## Calciomercato

### Sessione estiva
| Acquisti | Acquisti        | Acquisti          | Acquisti   |
| R.       | Nome            | da                | Modalità   |
| -------- | --------------- | ----------------- | ---------- |
| A        | Antonella Carta | Autolelli Picenum | svincolata |

| Cessioni | Cessioni      | Cessioni | Cessioni |
| R.       | Nome          | a        | Modalità |
| -------- | ------------- | -------- | -------- |
| C        | Tiziana Vampo | Olbia    | prestito |

## Risultati

### Serie A

#### Girone di andata
| Arbitro: | De Toni (Schio) |

|                                            |           |                              |
| Parejo 35’ Guarino 54’ Masia 83’ Conti 86’ | Marcatori | 64’ Cavallini 82’ Mazzantini |

| Roma 23 settembre 2000, ore 16:00 CEST 2ª giornata                     | Ruco Line Lazio | 0 – 4 referto                        | Torres Fo.S. | Stadio Tre Fontane |
| \| \| \| \| \| \| Marcatori \| 7’ Parejo 19’, 39’ Guarino 36’ Carta \| |                 |                                      |              |                    |
|                                                                        |                 |                                      |              |                    |
|                                                                        | Marcatori       | 7’ Parejo 19’, 39’ Guarino 36’ Carta |              |                    |

| Arbitro: | Marta Atzori |

|  |           |                                           |
|  | Marcatori | 47’ (aut.) Ghinazzi 65’ Carta 90’ Guarino |

| Arbitro: | Rinaldi (Milano) |

|                       |           |            |
| Masia 6’ Parejo 90+2’ | Marcatori | 88’ Maglio |

| Arbitro: | Arcangioli (Pisa) |

|  |           |                                                                                      |
|  | Marcatori | 8’, 13’, 51’ Parejo 55’, 79’, 82’ Guarino 60’ Masia 72’ Carta 79’ Deiana 90’ Placchi |

| Arbitro: | Falso (Formia) |

|                                                                                       |           |  |
| Deiana 10’, 26’ Parejo 13’, 16’, 41’, 55’ Guarino 22’, 62’ Conti 44’ Carta 52’ (rig.) | Marcatori |  |

| Arbitro: | Puccilli (Roma) |

|               |           |  |
| D'Astolfo 57’ | Marcatori |  |

| Arbitro: | Capria (Vibo Valentia) |

|            |           |             |
| Parejo 16’ | Marcatori | 75’ Ferrari |

| Arbitro: | Cometi (Lugo) |

|  |           |                                                   |
|  | Marcatori | 30’, 45’ Guarino 34’ (rig.), 68’ Carta 36’ Parejo |

| Arbitro: | Boem (Gallarate) |

|                                                                |           |               |
| Parejo 19’, 49’, 63’ Ruiu 22’ Guarino 45’, 90+3’ Tavalazzi 83’ | Marcatori | 15’ Palombini |

| Arbitro: | De Nitto (Brindisi) |

|  |           |                             |
|  | Marcatori | 42’ Parejo 49’, 57’ Guarino |

| Arbitro: | Puccilli (Roma) |

|             |           |                  |
| Guarino 43’ | Marcatori | 90+2’ Colasuonno |

| Arbitro: | Olivieri (Pescara) |

|  |           |                                |
|  | Marcatori | 67’ Tavalazzi 82’ (rig.) Conti |

| Arbitro: | De Toni (Schio) |

|                                                       |           |           |
| Carta 9’, 32’ Conti 22’ (rig.) Parejo 46’ Guarino 73’ | Marcatori | 76’ Bruno |

| Arbitro: | Bellamio (Bologna) |

|                                   |           |                          |
| Pallotti 25’ Celentano 46’ (rig.) | Marcatori | 4’, 79’ Parejo 12’ Carta |

#### Girone di ritorno
| Arbitro: | Cometi (Lugo) |

|  |           |                                                  |
|  | Marcatori | 5’, 49’ Parejo 21’, 27’, 73’, 90’ (rig.) Guarino |

| Arbitro: | Di Mauro (Siracusa) |

|                              |           |  |
| Masia 45+3’ Guarino 81’, 85’ | Marcatori |  |

| Arbitro: | Polchi (Gubbio) |

|                                 |           |  |
| Masia 17’ Parejo 20’ Meloni 26’ | Marcatori |  |

| Arbitro: | Pinelli (Bari) |

|          |           |                                       |
| Boni 63’ | Marcatori | 26’ Parejo 57’ Masia 76’ (rig.) Conti |

| Arbitro: | Mercuri (Foligno) |

|                                                  |           |  |
| Parejo 34’, 70’ Guarino 36’ Conti 48’ Deiana 78’ | Marcatori |  |

| Arbitro: | Parducci (Massa) |

|                                |           |                          |
| Rodolfi 45’ (rig.) Villa 90+1’ | Marcatori | 5’, 41’ Parejo 82’ Carta |

| Arbitro: | Rinaldi (Milano) |

|            |           |  |
| Parejo 22’ | Marcatori |  |

| Arbitro: | Del Bianco (Vasto) |

|  |           |                       |
|  | Marcatori | 4’ Parejo 51’ Guarino |

| Sassari 31 marzo 2001, ore 16:00 CET 24ª giornata                      | Torres Fo.S. | 2 – 1 referto  | Torino | Stadio Acquedotto |
| \| \| \| \| \| Conti 45’ (rig.), 88’ \| Marcatori \| 35’ Mazzarella \| |              |                |        |                   |
|                                                                        |              |                |        |                   |
| Conti 45’ (rig.), 88’                                                  | Marcatori    | 35’ Mazzarella |        |                   |

| Arbitro: | Branciari (Macerata) |

|              |           |                                                                                                   |
| Tardelli 64’ | Marcatori | 12’, 41’ Carta 24’, 39’, 57’, 90+1’ Guarino 27’, 52’ Parejo 29’ Masia 45’ (rig.) Conti 56’ Deiana |

| Arbitro: | Puccilli (Roma) |

|                                         |           |             |
| Guarino 16’ Carta 54’ Deiana 73’ (rig.) | Marcatori | 56’ Gazzoli |

| Arbitro: | Conte (Formia) |

|  |           |           |
|  | Marcatori | 81’ Carta |

| Arbitro: | Bellamio (Bologna) |

|                                                    |           |            |
| Conti 40’, 49’, 50’ Tavalazzi 55’, 73’ Guarino 88’ | Marcatori | 9’ Frigeni |

| Arbitro: | Branciari (Macerata) |

|  |           |                                                         |
|  | Marcatori | 2’, 58’ Carta 13’ Tavalazzi 14’, 90’ Parejo 30’ Carboni |

| Sassari 26 maggio 2001, ore 16:30 CEST 30ª giornata | Torres Fo.S. | 2 – 0 (a tav.) referto | Pisa | Stadio Acquedotto |

### Coppa Italia
| Aritzo 6 settembre 2000 1º turno, gruppo 15 - 2º giornata                                                     | Torres Fo.S. | 10 – 0 referto | Attilia Nuoro | Stadio del Vento |
| \| \| \| \| \| Parejo 2’, 20’, 27’, 45’, 72’ Masia 32’ Ruiu 34’ Pintus 64’ Deiana 68’, 80’ \| Marcatori \| \| |              |                |               |                  |
| |              |                |               |                  |
| Parejo 2’, 20’, 27’, 45’, 72’ Masia 32’ Ruiu 34’ Pintus 64’ Deiana 68’, 80’                                   | Marcatori    |                |               |                  |

| Arzachena 10 settembre 2000, ore 15:30 CEST 1º turno, gruppo 15 - 3º giornata | Olbia     | 0 – 4 referto                           | Torres Fo.S. |  |
| \| \| \| \| \| \| Marcatori \| 45’ Masia 70’ Tavalazzi 76’, 84’ Parejo \|     |           |                                         |              |  |
|                                                                               |           |                                         |              |  |
|                                                                               | Marcatori | 45’ Masia 70’ Tavalazzi 76’, 84’ Parejo |              |  |

| Arbitro: | Anna De Toni (Schio) |

|                                        |           |  |
| Carta 25’ (rig.) Carrus 54’ Parejo 61’ | Marcatori |  |

| Arbitro: | Atzori |

|                         |           |            |
| Ricciu 55’ Fusciani 69’ | Marcatori | 42’ Parejo |

| Arbitro: | Branciari (Macerata) |

|                                        |           |  |
| Guarino 18’, 64’ Deiana 24’ Parejo 82’ | Marcatori |  |

| Arbitro: | Polchi (Gubbio) |

|                                     |           |  |
| Frollani 32’ Zorri 42’ Lattanzi 64’ | Marcatori |  |

| Arbitro: | Falso (Formia) |

|                       |           |                                           |
| Marsico 20’, 75’, 80’ | Marcatori | 4’, 13’, 18’, 34’, 70’ Parejo 77’ Carboni |

| Sassari 2 giugno 2001 Semifinale - Ritorno | Torres Fo.S. | 2 – 0 (a tav.) referto | Gravina | Stadio Acquedotto |

| Arbitro: | Sabrina Rinaldi (Milano) |

|             |           |  |
| Guarino 47’ | Marcatori |  |

### Supercoppa italiana
| Arbitro: | Roberta Rogato (Pescara) |

|                                            |           |                                    |
| Parejo 43’ Conti 45’ Carrus 47’ Pintus 59’ | Marcatori | 22’ Nováková 38’ Gazzoli 81’ Greco |

## Statistiche

### Statistiche di squadra
| Competizione        | Punti | In casa | In casa | In casa | In casa | In casa | In casa | In trasferta | In trasferta | In trasferta | In trasferta | In trasferta | In trasferta | Totale | Totale | Totale | Totale | Totale | Totale | DR   |
| Competizione        | Punti | G       | V       | N       | P       | Gf      | Gs      | G            | V            | N            | P            | Gf           | Gs           | G      | V      | N      | P      | Gf     | Gs     | DR   |
| ------------------- | ----- | ------- | ------- | ------- | ------- | ------- | ------- | ------------ | ------------ | ------------ | ------------ | ------------ | ------------ | ------ | ------ | ------ | ------ | ------ | ------ | ---- |
| Serie A             | 83    | 15      | 13      | 2       | 0       | -       | -       | 15           | 14           | 0            | 1            | -            | -            | 30     | 27     | 2      | 1      | 117    | 17     | +100 |
| Coppa Italia        | -     | -       | -       | -       | -       | -       | -       | -            | -            | -            | -            | -            | -            | 9      | 7      | 0      | 2      | 29     | 8      | +21  |
| Supercoppa italiana | -     | -       | -       | -       | -       | -       | -       | -            | -            | -            | -            | -            | -            | 1      | 1      | 0      | 0      | 4      | 3      | +1   |
| Totale              | -     | -       | -       | -       | -       | -       | -       | -            | -            | -            | -            | -            | -            | 40     | 35     | 2      | 3      | 150    | 28     | +122 |

### Andamento in campionato
| Giornata  | 1 | 2 | 3 | 4 | 5 | 6 | 7 | 8 | 9 | 10 | 11 | 12 | 13 | 14 | 15 | 16 | 17 | 18 | 19 | 20 | 21 | 22 | 23 | 24 | 25 | 26 | 27 | 28 | 29 | 30 |
| --------- | - | - | - | - | - | - | - | - | - | -- | -- | -- | -- | -- | -- | -- | -- | -- | -- | -- | -- | -- | -- | -- | -- | -- | -- | -- | -- | -- |
| Luogo     | C | T | T | C | T | C | T | C | T | C  | T  | C  | T  | C  | T  | T  | C  | C  | T  | C  | T  | C  | T  | C  | T  | C  | T  | C  | T  | C  |
| Risultato | V | V | V | V | V | V | P | N | V | V  | V  | N  | V  | V  | V  | V  | V  | V  | V  | V  | V  | V  | V  | V  | V  | V  | V  | V  | V  | V  |
| Posizione | 1 | 1 | 1 | 1 | 1 | 1 | 1 | 1 | 1 | 1  | 1  | 1  | 1  | 1  | 1  | 1  | 1  | 1  | 1  | 1  | 1  | 1  | 1  | 1  | 1  | 1  | 1  | 1  | 1  | 1  |

Legenda:

Luogo: C = Casa; T = Trasferta. Risultato: V = Vittoria; N = Pareggio; P = Sconfitta.

### Statistiche delle giocatrici
| Giocatore    | Serie A  | Serie A | Serie A     | Serie A    | Coppa Italia | Coppa Italia | Coppa Italia | Coppa Italia | Supercoppa italiana | Supercoppa italiana | Supercoppa italiana | Supercoppa italiana | Totale   | Totale | Totale      | Totale     |
| Giocatore    | Presenze | Reti    | Ammonizioni | Espulsioni | Presenze     | Reti         | Ammonizioni  | Espulsioni   | Presenze            | Reti                | Ammonizioni         | Espulsioni          | Presenze | Reti   | Ammonizioni | Espulsioni |
| ------------ | -------- | ------- | ----------- | ---------- | ------------ | ------------ | ------------ | ------------ | ------------------- | ------------------- | ------------------- | ------------------- | -------- | ------ | ----------- | ---------- |
| E. Carrus    | 26       | 0       | ?           | ?          | ?            | 1            | ?            | ?            | 1                   | 1                   | 0                   | 0                   | 27+      | 2      | 0+          | 0+         |
| M. Carboni   | 17       | 1       | ?           | ?          | ?            | 1            | ?            | ?            | 1                   | 0                   | 0                   | 0                   | 18+      | 2      | 0+          | 0+         |
| A. Carta     | 25       | 15      | ?           | ?          | ?            | 1            | ?            | ?            | 1                   | 0                   | 0                   | 0                   | 26+      | 16     | 0+          | 0+         |
| P. Conti     | 24       | 12      | ?           | ?          | ?            | ?            | ?            | ?            | 1                   | 1                   | 0                   | 0                   | 25+      | 13+    | 0+          | 0+         |
| D. Deiana    | 26       | 6       | ?           | ?          | ?            | 3            | ?            | ?            | 1                   | 0                   | 0                   | 0                   | 27+      | 9      | 0+          | 0+         |
| F. Di Marco  | 2        | 0       | ?           | ?          | ?            | ?            | ?            | ?            | -                   | -                   | -                   | -                   | 2+       | 0+     | 0+          | 0+         |
| E. Forlucci  | 29       | -?      | ?           | ?          | ?            | ?            | ?            | ?            | 1                   | -3                  | 0                   | 0                   | 30+      | -3+    | 0+          | 0+         |
| V. Glino     | 26       | 0       | ?           | ?          | ?            | ?            | ?            | ?            | 1                   | 0                   | 0                   | 0                   | 27+      | 0+     | 0+          | 0+         |
| N. Grassi    | 1        | 0       | ?           | ?          | ?            | ?            | ?            | ?            | -                   | -                   | -                   | -                   | 1+       | 0+     | 0+          | 0+         |
| R. Guarino   | 26       | 31      | ?           | ?          | ?            | 3            | ?            | ?            | -                   | -                   | -                   | -                   | 26+      | 34     | 0+          | 0+         |
| G. Masia     | 25       | 7       | ?           | ?          | ?            | 2            | ?            | ?            | 1                   | 0                   | 0                   | 0                   | 26+      | 9      | 0+          | 0+         |
| F. Meloni    | 23       | 1       | ?           | ?          | ?            | ?            | ?            | ?            | -                   | -                   | -                   | -                   | 23+      | 1+     | 0+          | 0+         |
| Á. Parejo    | 28       | 33      | ?           | ?          | 8            | 15           | ?            | ?            | 1                   | 1                   | 0                   | 0                   | 37       | 49     | 0+          | 0+         |
| T. Pintus    | 11       | 1       | ?           | ?          | ?            | 1            | ?            | ?            | 1                   | 1                   | 0                   | 0                   | 12+      | 3      | 0+          | 0+         |
| M. Placchi   | 25       | 1       | ?           | ?          | ?            | ?            | ?            | ?            | 1                   | 0                   | 1                   | 0                   | 26+      | 1+     | 1+          | 0+         |
| M. G. Ruiu   | 29       | 1       | ?           | ?          | ?            | 1            | ?            | ?            | 1                   | 0                   | ?                   | ?                   | 30+      | 2      | ?           | ?          |
| E. Salaris   | 14       | 0       | ?           | ?          | ?            | ?            | ?            | ?            | 1                   | 0                   | ?                   | ?                   | 15+      | 0+     | ?           | ?          |
| D. Tavalazzi | 28       | 5       | ?           | ?          | ?            | 1            | ?            | ?            | 1                   | 0                   | ?                   | ?                   | 29+      | 6      | ?           | ?          |
| S. Spissu    | -        | -       | -           | -          | ?            | ?            | ?            | ?            | 0                   | 0                   | 0                   | 0                   | 0+       | 0+     | 0+          | 0+         |
| P. Zonza     | 9        | 0       | ?           | ?          | ?            | ?            | ?            | ?            | 1                   | 0                   | -                   | -                   | 10+      | 0+     | 0+          | 0+         |